# Miasta w Belize
Według danych oficjalnych pochodzących z 2010 roku Belize posiadał ponad 20 miast o ludności przekraczającej 1 tys. mieszkańców. Stolica kraju Belmopan znajduje się na trzecim miejscu, Belize City jako jedyne miasto liczyło ponad 50 tys. mieszkańców; 4 miasta z ludnością 10÷25 tys. oraz reszta miast poniżej 10 tys. mieszkańców.

## Największe miasta w Belize
Największe miasta w Belize według liczebności mieszkańców (stan na 12.05.2010):
| L.p. | Miasto      | Dystrykt    | Liczba ludności |
| ---- | ----------- | ----------- | --------------- |
| 1.   | Belize City | Belize      | 53 532          |
| 2.   | San Ignacio | Cayo        | 16 977          |
| 3.   | Belmopan    | Cayo        | 13 654          |
| 4.   | Orange Walk | Orange Walk | 13 400          |
| 5.   | San Pedro   | Belize      | 11 510          |

## Alfabetyczna lista miast w Belize
Spis miast Belize według danych szacunkowych z 2010 roku:
- Belize City
- Belmopan
- Benque Viejo
- Corozal
- Dangriga
- Guinea Grass
- Hattieville
- Ladyville
- Little Belize
- Mango Creek
- Orange Walk
- Progresso
- Punta Gorda
- San Antonio
- San Ignacio Cayo
- San Jose
- San Pedro
- Sarteneja
- Shipyard
- Silver Creek
- Spanish Lookout
- Trial Farm
- Valley of Peace